# Rebecca Lord
Rebecca Lord (Parigi, 16 febbraio 1973) è un'attrice pornografica francese, attiva sin dal 1993. Dopo essersi trasferita negli Stati Uniti, ha acquisito una discreta fama nel mondo dell'hard.

## Gioventù
Originaria di Parigi, Francia, la Lord crebbe in un collegio di suore, un'esperienza, lei riferì in seguito, che la portò a diventare un'atea convinta. Da giovane adulta, lavorò come truccatrice fino al 1993, quando rispose ad un annuncio su un giornale per un ruolo da attrice porno in un film diretto da Patrice Cabanel. Nei suoi primi film, compariva sotto gli pseudonimi di "Rebecca Carre" e "Rebecca Bruns". Nel 1994, il regista francese David Caroll le diede il nome di scena "Rebecca Lords" in riferimento a Traci Lords. Mentre inseriva il suo nome nei crediti del film, però, il regista erroneamente omise la "S" finale, e così il suo nome definitivo diventò "Rebecca Lord", nome che da allora lei ha sempre utilizzato.

## Carriera nel porno
Nel 1994, fu scoperta dal regista svedese di porno film Nic Cramer e recitò in due dei suoi video, Euro-max 2 e Euro-max 3. Ciò la introdusse nell'ambiente dell'industria del porno statunitense. Presto lasciò la Francia per trasferirsi a Los Angeles e si stabilizzò nell'industria hard locale. Da allora è apparsa in più di 200 film a luci rosse. Inoltre, la Lord ha diretto e prodotto diversi video in cui recita lei stessa, tramite la sua personale casa di produzione, la Rebecca Lord Productions, e mantiene attivamente un sito internet a pagamento. Dopo il 2003 ha iniziato a diradare la sua partecipazione in film hard, ma ha sempre smentito le voci che la volevano in procinto di ritirarsi.
Ha praticamente usato quasi sempre il preservativo durante le sue scene di sesso, e ha fatto notare che le pressioni fatte dall'industria del porno sulle attrici, affinché lavorino senza preservativo, le causarono non pochi problemi. Durante tutta la sua carriera come pornostar, la Lord è sempre rimasta sposata con lo stesso uomo, con il quale sta insieme sin dall'età di diciassette anni. Nel 2013 è stata inserita nella Hall of Fame dagli AVN Award e due anni più tardi ha annunciato il suo ritorno nel settore come regista con otto nuove scene.

## Altri lavori

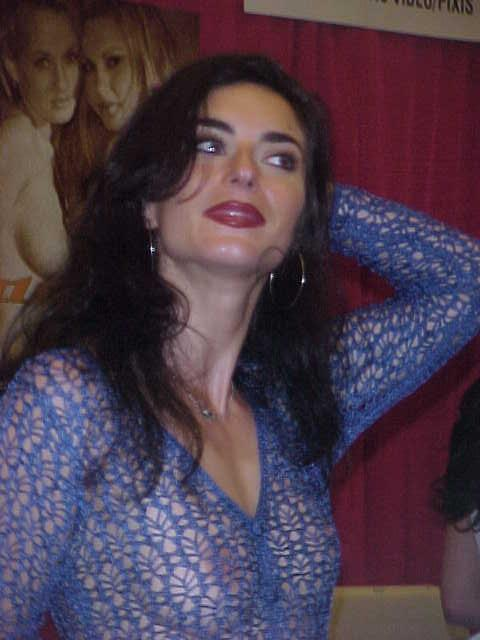
Rebecca Lord nel 2001

Nel 1998, la Lord apparve nel video musicale di una canzone di George Michael, Outside. È anche apparsa per due volte nell'Howard Stern Show, la prima volta nel novembre 1999 e la seconda nel giugno 2001. L'ultima apparizione fu particolarmente rilevante per i commenti che la Lord e Stern fecero circa la Chiesa Cattolica, che spinsero la Lega Cattolica per i Diritti Religiosi e Civili a chiedere a Miller Brewing di ritirare la sua sponsorizzazione dal programma (Miller decise di non ritirarlo comunque).
Nel 2005, fece la sua entrata nel mondo del cinema non hard, recitando come co-protagonista nel film indipendente del 2005 I Am a Sex Addict. La Lord impersonava la prima moglie del protagonista.
Durante il periodo passato negli Stati Uniti, la Lord ha vissuto a Los Angeles, Las Vegas, San Francisco, e New York. Nel 2007, decise di ritornare a vivere in Francia, anche se dichiarò che Las Vegas e New York sono due delle sue città preferite e che in futuro ha in programma di ritornare ad abitare in una delle due.

## Riconoscimenti
- AVN Awards
  - 2013 – Hall of Fame - Video Branch[5]

## Filmografia
- Cracklyn (1994)
- De Sade (1994)
- Fantasy Chamber (1994)
- Gangbang Girl 14 (1994)
- Horny Henry's French Adventure (1994)
- Private Film 10: Money for Nothing, Sex for Free (1994) (come Rebecca Carre)
- Private Film 15: Golden Triangle (1994) (come Rebecca)
- Private Video Magazine 16 (1994)
- Pussyman 8: The Squirt Queens (1994)
- Rebecca's World Tour: French Edition (1994)
- Scuole superiori (1994)
- The French Way (1994)
- The Naked Truth (1994)
- 30 Men for Sandy (1995)
- A Clockwork Orgy (1995)
- Angel Baby (1995)
- Angel Eyes (1995)
- Angels in Flight (1995)
- Attitude (1995)
- Bare Essentials (1995)
- Beaver & Buttface (1995)
- Betty & Juice Possessed (1995)
- Blue Movie (1995)
- Catwalk (1995)
- Catwalk 2 (1995)
- Contrast (1995)
- Dare You (1995)
- Erotic Visions (1995)
- Erotika (1995)
- Lip Service (1995)
- Luna Chick (1995) (come Rebecca Lords)
- Naked & Nasty (1995)
- Naked Scandal: The Kathy Willets Story (1995)
- No Man's Land Number 11 (1995)
- Private Stories 1: A Stairfuck to Heaven (1995)
- Profiles 3: House Dick (1995)
- Pubic Access (1995)
- Pussyman 11: Prime Cuts (1995)
- Pussyman 9: Feeding Frenzy (1995)
- Pussywoman 3 (1995)
- Sex Kitten (1995)
- Sex Therapy Ward (1995)
- Strap-on Sally 5: Chantilly's French Kiss (1995)
- Strap-on Sally 6: Triple Penetration Trollops (1995)
- Stripping for Your Lover (1995)
- Sweat 'n' Bullets (1995)
- The Devil in Miss Jones 5: The Inferno (1995)
- The Last Act (1995)
- The Naked Fugitive (1995)
- Up and Cummers 15 (1995)
- Up and Cummers 19 (1995)
- Virtual Reality 69 (1995)
- World Sex Tour 1 (1995)
- World Sex Tour 2: France (1995)
- ... alias "Expose Me Again" - USA (1996)
- Body Language (1996)
- Max World 6: Rolling and Reaming (1996)
- On the Edge 39 (1996)
- Blue Dreams (1996)
- Dark Encounters (1996)
- Head Shots (1996)
- Hollywood Halloween (1996)
- Mindset (1996)
- Naked Scandal (1996)
- Possiedimi ancora (1996)
- Scotty's X-Rated Adventure (1996)
- Sensations (1996)
- Sensations 2 (1996)
- Sex Raiders (1996)
- Shock (1996)
- Sure Bet (1996)
- Unleashed (1996)
- Venom 4 (1996)
- Big Island Blues (1997)
- Interrogation of a Submissive (1997)
- Rebecca in Paris 1: Postcards from France (1997)
- Rebecca in Paris 2: French Kiss (1997)
- Sexhibition 5 (1997)
- Venus Descending (1997)
- Wishbone (1997)
- Basic Elements (1997)
- Cafe Flesh 2 (1997)
- Corporate Assets II (1997)
- Dirty Bob's Xcellent Adventures 35 (1997)
- Diva 3: Pure Pink (1997)
- Gigolo (1997)
- Let's Play Naked (1997)
- Love & Romance (1997)
- No Man's Land 17 (1997)
- Private Casting X 4: Bettina - A Star Is Born (1997)
- Pure Sex 1 (1997)
- Rainwoman 11 (1997)
- Tight Squeeze (1997)
- A Slave to Fashion (1998)
- A Winter's Passion (1998)
- Dirty Dozen 2 (1998)
- Pornogothic (1998)
- Super Sexy (1998)
- The F-Zone (1998)
- Wicked Covergirls (1998)
- Barefoot Confidential 2 (1999)
- Coming to Beverly Hills 2 (1999)
- Desirable (1999)
- Desperate Love (1999)
- Diva Girls (1999)
- Double Cross (1999)
- Dresden Diary 21 (1999)
- Essentially Shayla (1999)
- Eyes of Desire 2 (1999)
- Flesh for Fantasies (1999)
- Poser (1999)
- Pure Sex (1999)
- Sexed to Death (1999)
- Stacked Deck (1999)
- Trixxx (1999)
- Hussy: Life Is Nice 2000 (2000)
- All Night Diner (2000)
- All Star (2000)
- Bob's Videos 135: Pleasure of Your Company (2000)
- Bob's Videos 139: Good Things Come in Paris (2000)
- House of Legs 1: Leg Sex (2000)
- Naked Ambition (2000)
- Private Vignettes #1 (2000)
- Pure Masturbations (2000)
- Pure Sex: Episode Two (2000)
- Signature Series 1: Asia Carrera (2000)
- Touch of Silk (2000)
- Trixxx 2 (2000)
- Whispers (2000)
- Extreme Doggie 9 (2001)
- Laura Crotch, Tomb Raider (2001)
- Torment 13 (2001)
- Virgin Kink 17 (2001)
- 100% Blowjobs 8 (2002)
- Exposed Rebecca Lord (2002)
- Stupri di guerra (2002)
- 100% Blowjobs 10 (2003)
- 100% Blowjobs 15 (2003)
- 100% Masturbations 1 (2003)
- Double Penetrations (2003)
- Jaw Breakers (2003)
- Pain 7 (2003)
- The Erotic Misadventures of the Invisible Man (2003)
- Torment 20 (2003)
- Jaw Breakers 3 (2004)
- Jaw Breakers 4 (2004)
- JKP All Asian 2 (2004)
- I Am a Sex Addict (2005)
- ATV 1: Party Like a Porn Star (2005)
- Coxxxuckers 2 (2005)
- Taken (2005)
- Infidélité (2011)